# Storsjöteatern

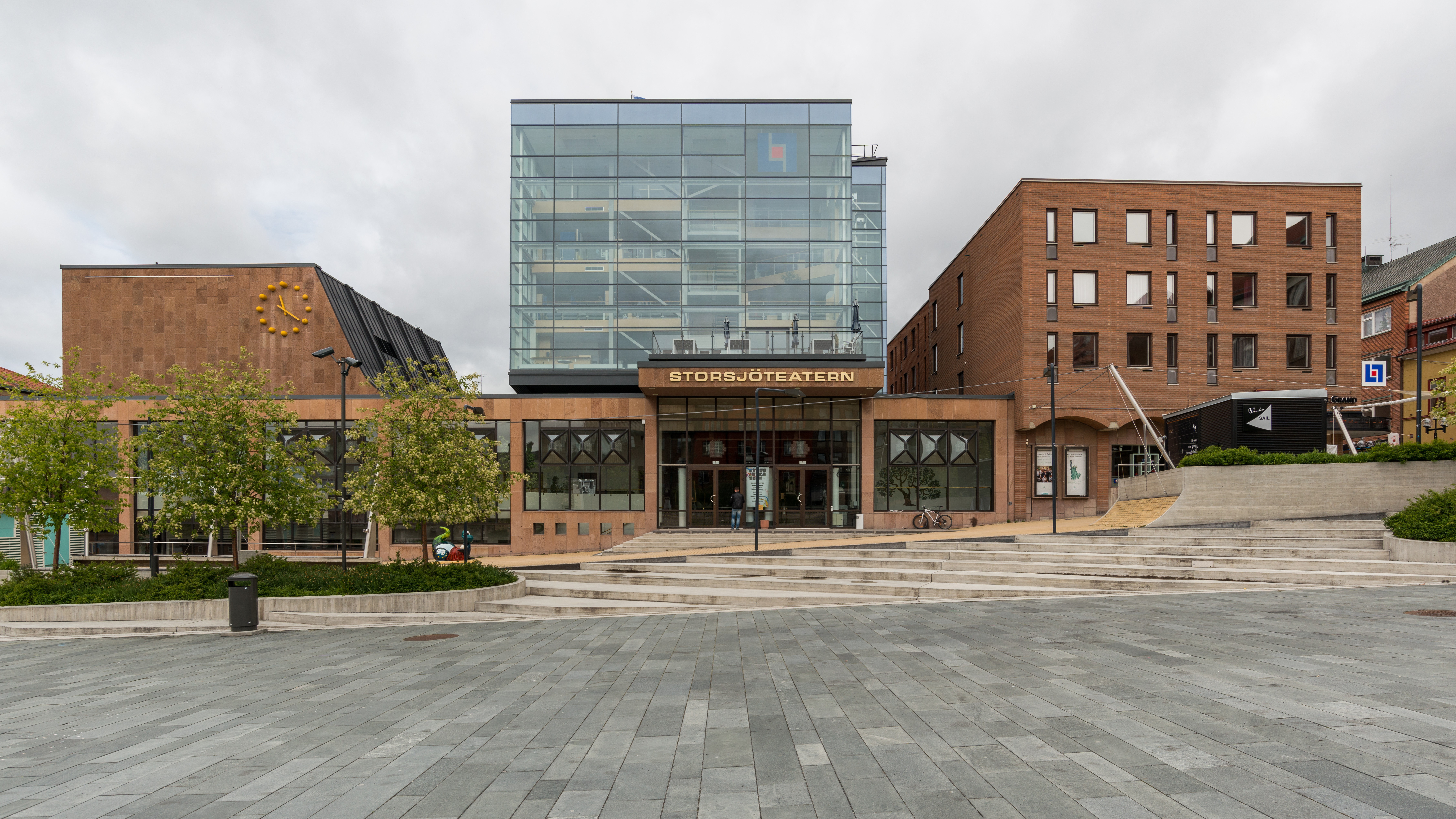
Storsjöteatern sedd från Stortorget

Storsjöteatern är en teater vid Stortorget i centrala Östersund som invigdes 1978. Teatern består av en större foajé, två scener och två konferensrum där utställningar, konserter, föreställningar, mässor, konferenser och andra evenemang arrangeras.
Under hösten 2016 bestämdes det att Storsjöteaterns ska byggas ut och renoveras, ett arbete som skulle starta våren 2017 och vara klart till vintern samma år. Arbetet skulle kosta 90 miljoner kronor och resultera i ett nytt scenförråd, ny scenteknik, renovering av foajé och konferensrum med mera. Den yttre arkitekturen, med blygrå offerdalsskiffer och kodade ljusspel i fasaden skulle knyta an till och minnas förra seklets historiska övertramp mot mänskliga rättigheter.
Storsjöteatern totalrenoverades 2017/2018.  Teatern fick ett nytt scenförråd, ny groventré, nytt soprum och ny utrymningsväg. Huvudingången byggdes om och mycket ny scenteknik införskaffades. 

## Lokaler
- Stora salongen. Huvudsalongen med plats för 425 personer i publiken, scenmått 10x18 meter. Grön+ enligt Riksteaterns färgklassning.[4]
- Studioscenen. 220 kvadratmeter stor lokal med scen och bar.[5]
- Thomésalen. 76 kvadratmeter stor konferenslokal.[6]
- Fredssalen. 147 kvadratmeter stor konferenslokal.[7]